# Chiesa di San Giacomo Apostolo (San Giacomo delle Segnate)
La chiesa di San Giacomo Apostolo è la parrocchiale di San Giacomo delle Segnate, in provincia e diocesi di Mantova; fa parte del vicariato foraneo Madonna della Comuna.

## Storia
L'originaria chiesa di San Giacomo fu edificata nel 1444; tuttavia, la prima citazione che ne attesta la presenza è da ricercare nella relazione della visita pastorale del 1544 del vescovo di Mantova cardinal Ercole Gonzaga.
Dalle Constitutiones synodales del 1610 s'apprende che la chiesa faceva parte del vicariato di Quistello.
Nel 1676 il vescovo Giovanni Lucido Cattaneo, compiendo la sua visita presso la chiesa, annotò che in essa avevano sede le confraternite del Santissimo Sacramento e quella della Beata Maria Vergine del Carmelo.
La parrocchiale venne ricostruita tra il 1778 ed il 1784.
Il campanile fu eretto tra il 1925 ed il 1929. Nell'aprile del 1945 la chiesa venne danneggiata dai bombardamenti anglo-americani e dovette essere sottoposta ad un intervento di ripristino, portato a termine nel 1949.
Tra il 2000 ed il 2001 l'edificio venne ristrutturato e adattato alle disposizioni del Concilio Vaticano II.
La chiesa fu gravemente lesionata dal terremoto dell'Emilia del 2012 e, pertanto, subì negli anni successivi un restauro, al termine del quale, nell'autunno del 2017, poté essere riaperta al culto.

## Descrizione

### Esterno
La facciata è in stile neoclassico ed è in mattoni rossi faccia a vista; è divisa da una cornice marcapiano in due registri, entrambi caratterizzati da sei lesene di ordine gigante.
Vicino alla parrocchiale si erge su un alto basamento a scarpa il campanile a pianta quadrata; la cella presenta su ogni lato una monofora a tutto sesto ed è coronata dalla guglia piramidale poggiante sul tamburo a pianta ottagonale.

### Interno
Opere di pregio conservate all'interno della chiesa sono l'organo, costruito verso la fine del XIX secolo, e delle pale raffiguranti San Giacomo Apostolo.